# Музыка с Марса
«Музыка с Марса» (чеш. Hudba z Marsu) — чехословацкий музыкальный комедийный фильм 1955 года режиссёров Яна Кадара и Эльмара Клоса.

## Сюжет
- Комедийная история создания на мебельной фабрике оркестра художественной самодеятельности, с одновременной романтической историей его организатора рабочего-активиста Яна Томана и профсоюзного секретаря по культуре Ханы Елинковой.

На приёме замминистром руководства мебельной фабрики «Марс» заходит речь о художественной самодеятельности и Вацлав Ржехак (Ярослав Марван), председатель профсоюза фабрики, обронил фразу, что дескать, и у них на фабрике есть таланты и они бы запросто создали бы оркестр.
И вдруг замминистра присылает на фабрику тридцать инструментов, и в придачу телевизор — с намёком, что ждёт появления телерепортажа о самодеятельности на фабрике, а также со словами, что он надеется услышать оркестр на запланированной свадьбе профсоюзного секретаря по культуре Ханы Елинковой (Алена Вранова) и заводского активиста Яна Томана (Йозеф Бек).
Проблема в том, что на фабрике никто отродясь ни на чём не играл. Опасаясь нависшего конфуза, Вацлав организует из рабочих оркестр и они усердно учатся играть под чутким руководством профсоюзного активиста-новатора Яна Томана, который понимает, что иначе его свадьба не состоится.
Хана Елинкова, также понимающая, что свадьба под угрозой, пишет письмо в Союз композиторов с просьбой прислать дирижёра, приехавший композитор Иржи Карас (Олдржих Новый) услышав выдаваемую оркестром какофонию тут же сбегает с репетиции со словами «Что это? Музыка с Марса?!», однако, Хана убеждает его остаться, что неверно истолковывается ревнивым Яном.
После нескольких дней репетиций и шума по всему городу среди горожан поднимается волна возмущения, возглавляемая местной скандалисткой Шимачковой (Стелла Зазворкова), горожане идут жаловаться, и директор завода выдвигает отличную идею — отправить всех участников самодеятельности в санаторий, пусть там репетируют.
Но в первый же день на курорте «оркестр» по недоразумению вынужден выступать перед публикой, и как назло их выступление — состоящее только из музыкальных гамм — попадает в радиорепотраж и они становятся известными по всей Чехословакии.
Оркестр убегает из санатория и находит убежище в колхозе, где добрый председатель (Ярослав Войта) прячет их от журналистов. В это время на фабрику приходят запросы на выступление прославившегося оркестра. Хана Елинкова отправляется на их поиски и находит их в колхозе, репетирующих песню — ибо и здесь им не удалось отсидеться — в колхоз должен приехать для проверки виноградников министр сельского хозяйства, и председатель колхоза попросил их поприветствовать его. К их счастью на пароходе с министром прибывает оркестр народного творчества, и заменив себя им, заводской оркестр тихо ретируется.
По дороге домой в автобусе они решают покончить с этим, но по прибытии в родной город горожане радостно встречают прославивший город оркестр, и вручают им приглашение на фестиваль самодеятельности. После уговоров Яна оркестр отправляется на фестиваль, но там их даже не пускают на сцену, и распорядитель вызывает милицию.
Идя под конвоем милиционера в отделение фабричный «оркестр» встречает плачущего ребёнка, они играют ему колыбельную, растроганный милиционер отпускает их, а дедушка ребёнка (Станислав Нейман), оказавшийся сантехником, предлагает провести их на фестиваль, через канализацию.
В торжественный момент закрытия фестиваля оркестр оказывается под сценой, вылазит на неё с песней и вдруг выигрывает конкурс самодеятельности, и заместитель министра лично вручает им приз победителей. И Хана может выйти замуж за Яна, который больше не ревнует её к пожилому, но очаровательному композитору Иржи Карасу.

## В ролях
- Ярослав Марван — Вацлав Ржехак, председатель совета профсоюза фабрики, Сузафон
- Йозеф Бек — Ян Томан, активист-новатор, руководитель оркестра
- Олдржих Новый — Йиржи Карас, композитор
- Алена Вранова — Хана Елинкова, референт профсоюза по культуре
- Отомар Крейча — заместитель министра
- Богуслав Загорский — директор фабрики
- Ярослав Войта — председатель колхоза
- Любомир Липский — Холоубек
- Стелла Зазворкова — Шимачекова
- Станислав Нейман — дедушка мальчугана
- Франтишек Коваржик — Йиндржих Кеборт, дедушка Ханы, труба
- Эман Фиала — Бржезина, руководитель мастерской фабрики, флейта
- Карел Эффа — Кулханек, бухгалтер, виолончель
- Йозеф Глиномаз — Бедржих Шимачек, оператор пилы, тромбон
- Йозеф Кемр — Веселы, тарелки
- Антонин Едличка — ученик на заводе, кларнет
- Олдржих Дедек — Карел Калоусек, барабан
- Вратислав Блажек — репортёр
- Вацлав Трегль — организатор

Фильм дублирован на русский язык на Киностудии имени М. Горького в 1957 году.

## Съемка
Съёмки фильма велись в основном в Хостиварже, но локации были по всей Чехословакии, и в Праге, Тельче, куротном городе Марианске-Лазне, пристани в Велке Черносеки.
Кроме ведущих чешских актёров и актрис того времени в съемках приняли участие почти 600 статистов.

## Музыка
За музыкальное оформление фильма отвечал Ян Рыхлик. Мелодии были записаны Симфоническим оркестром кинематографии под управлением Миливоя Узелаца и Центрального музыкального оркестра чехословацкой армии под руководством майора Карела Правечека. Для танцев был приглашён танцевальный ансамбль «Лучница».
В фильме самими актёрами были исполнены песни:
- Зачем думать о завтрашнем дне? — музыка и слова Ярослава Моравца, вокал Олдржих Новый
- Свадьба — музыка Иржи Штернвальда, слова Вратислава Блажека, вокал Олдржих Новый
- Миллион — музыка Иржи Штернвальда, слова Вратислава Блажека, вокал Олдржих Новыйи Йозефа Бека
- В верхней части Свита — вокал Алены Врановой
- Под нашими окнами течет Водичка — поёт Блажена Славичкова
- Колыбельная — музыка Яна Рыхлика, слова Вратислава Блажека, вокал Олдржиха Нового и Йозефа Бека

Также прозвучали мелодии «Маринарелла» и «Вход гладиаторов» композитора Юлиуса Фучика.